# کاراد
کاراد (به مجاری:  Karád) یک منطقهٔ مسکونی در مجارستان است که در ناحیه فونیود واقع شده‌است. کاراد ۵۲٫۳۸ کیلومتر مربع مساحت و ۱٬۴۸۹ نفر جمعیت دارد.